# Аддінгтон (Оклахома)
Аддінгтон (англ. Addington) — місто (англ. town) в США, в окрузі Джефферсон штату Оклахома. Населення — 83 особи (2020).

## Географія
Аддінгтон розташований за координатами 34°14′35″ пн. ш. 97°57′58″ зх. д. / 34.24306° пн. ш. 97.96611° зх. д. (34.243075, -97.966091).  За даними Бюро перепису населення США в 2010 році місто мало площу 0,61 км², уся площа — суходіл.

## Демографія
Згідно з переписом 2010 року, у місті мешкало 114 осіб у 48 домогосподарствах у складі 33 родин. Густота населення становила 186 осіб/км².  Було 59 помешкань (96/км²).
Расовий склад населення:
| - 81,6 % — білих - 6,1 % — корінних американців - 1,8 % — азіатів - 0,9 % — чорних або афроамериканців - 6,1 % — осіб інших рас |

До двох чи більше рас належало 3,5 %. Частка іспаномовних становила 7,9 % від усіх жителів.
За віковим діапазоном населення розподілялося таким чином: 23,7 % — особи молодші 18 років, 55,2 % — особи у віці 18—64 років, 21,1 % — особи у віці 65 років та старші. Медіана віку мешканця становила 40,5 року. На 100 осіб жіночої статі у місті припадало 96,6 чоловіків;  на 100 жінок у віці від 18 років та старших — 85,1 чоловіків також старших 18 років.
Середній дохід на одне домашнє господарство  становив 56 049 доларів США (медіана — 48 750), а середній дохід на одну сім'ю — 72 996 доларів (медіана — 62 500). За межею бідності перебувало 16,8 % осіб, у тому числі 33,3 % дітей у віці до 18 років та 0,0 % осіб у віці 65 років та старших.
Цивільне працевлаштоване населення становило 41 осіб. Основні галузі зайнятості: виробництво — 19,5 %, освіта, охорона здоров'я та соціальна допомога — 19,5 %, сільське господарство, лісництво, риболовля — 14,6 %, роздрібна торгівля — 12,2 %.